# Jakub Houška
Jakub Houška, né le 30 juillet 1982, à Most, au République tchèque, est un joueur tchèque de basket-ball. Il évolue au poste de pivot.